# Auguste Forestier
Auguste Forestier (Langònha, 1887 - Sench Aubanh, 1958) va ser un artista occità i un escultor d'art brut.

## Biografia
Fill d'un pagès fascinat pels trens, Auguste Forestier va fugir de casa moltes vegades quan era adolescent. Retornat regularment a la seva família, va ser internat per primera vegada a l'hospital psiquiàtric de Sench Aubanh de 1906 a 1912, i l'any 1914 definitivament després d'haver fet descarrilat un tren posant pedres a la via.
En un certificat mèdic de 1915 s'indica que dibuixava molt i va tallar ossos de carnisser. Tanmateix, la seva set de llibertat no el va abandonar i, entre 1914 i 1923, se'n va escapar cinc vegades. Cap a l'any 1930 va començar a fabricar joguines i figuretes de fusta vestides amb materials reciclats. Va ser descobert per Paul Éluard l'any 1943 quan aquest, fugint de París, s'havia refugiat a Losera amb la seva esposa. De retorn a París el 1944, va portar tres escultures de Forestier i les va mostrar a Pablo Picasso i Raymond Queneau. Jean Dubuffet, que encara no havia inventat el terme «art brut», també va descobrir Forestier a través d'Éluard. Va ser després d'aquest primer contacte que Dubuffet va anar a Sench Aubanh, probablement el setembre de 1945, per a conèixer les creacions de Forestier mentre buscava reunir la seva primera col·lecció d'art brut.